# Stenotorymus
Stenotorymus is een geslacht van vliesvleugeligen uit de familie Torymidae. De wetenschappelijke naam van dit geslacht is voor het eerst geldig gepubliceerd in 1938 door Masi.

## Soorten
Het geslacht Stenotorymus is monotypisch en omvat slechts de volgende soort:
- Stenotorymus linearis Masi, 1938